# الشولية
قرية الشولية هي إحدى القرى التابعة لمركز بلبيس في محافظة الشرقية في جمهورية مصر العربية. حسب إحصاءات سنة 2006، بلغ إجمالي السكان في الشولية 2956 نسمة، منهم 1534 رجل و1422 امرأة.